# Mestosoma derelictum
Mestosoma derelictum är en mångfotingart som först beskrevs av Silvestrii 1895.  Mestosoma derelictum ingår i släktet Mestosoma och familjen orangeridubbelfotingar. Inga underarter finns listade i Catalogue of Life.